# Rosochowaty Żleb

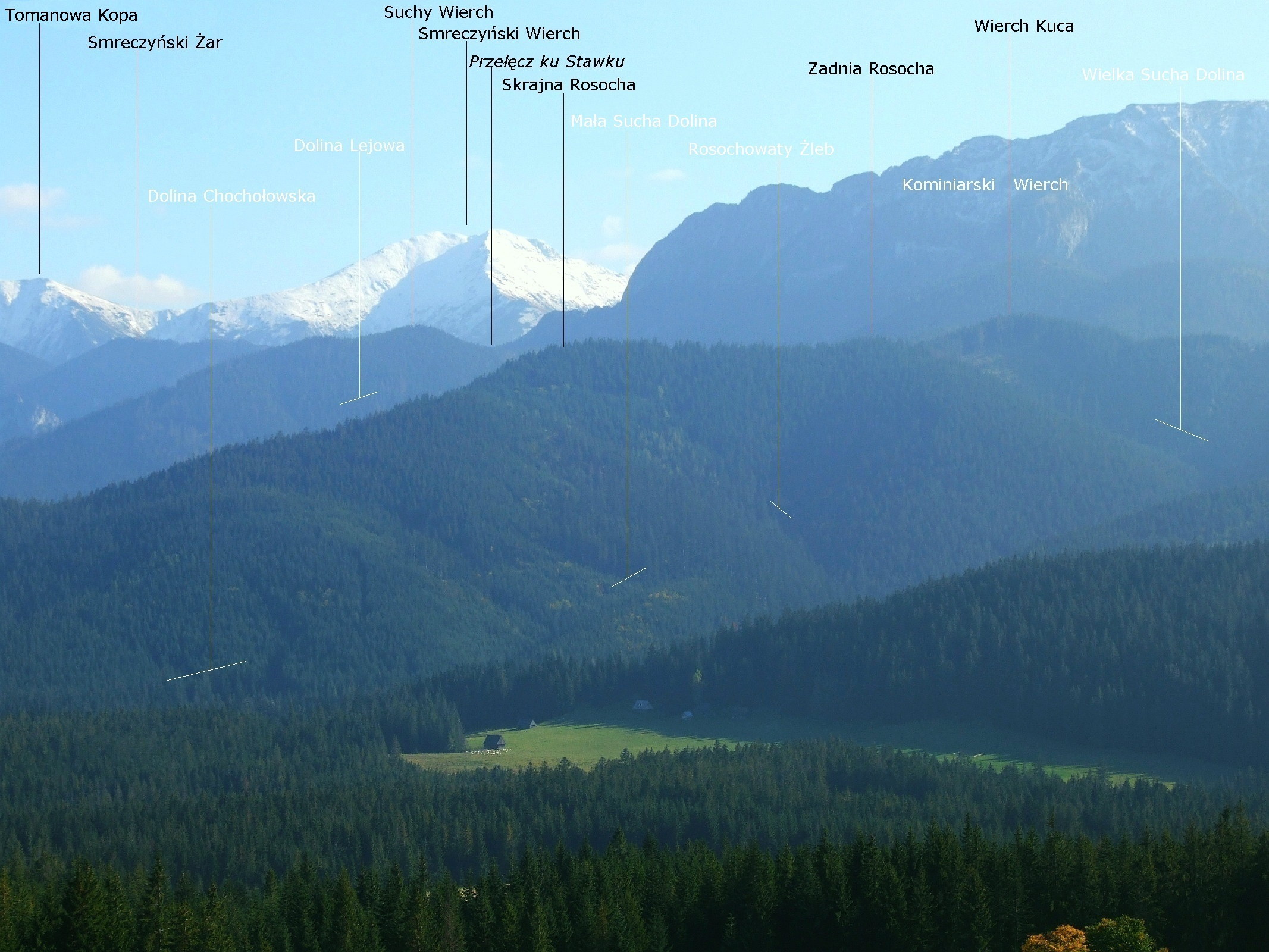
Widok z polany Koszarzyska

Rosochowaty Żleb – odnoga Wielkiej Suchej Doliny w polskich Tatrach Zachodnich. Ma wylot na wysokości około 980 m n.p.m. w połowie jej długości. Jest to odbiegający w południowo-wschodnim kierunku żleb, podchodzący pod wierzchołek Zadniej Rosochy (1271 m), ma też drugie koryto podchodzące pod przełęcz Rosochowate Siodło. Jest całkowicie porośnięty lasem. Jego dnem spływa okresowy potok.